# Чулуота (Флорида)
Чулуота (англ. Chuluota) — статистически обособленная местность, расположенная в округе Семинол (штат Флорида, США) с населением в 1921 человек по статистическим данным переписи 2000 года.

## География
По данным Бюро переписи населения США статистически обособленная местность Чулуота имеет общую площадь в 5,7 квадратных километров, из которых 4,66 кв. километров занимает земля и 1,04 кв. километров — вода. Площадь водных ресурсов округа составляет 18,25 % от всей его площади.
Статистически обособленная местность Чулуота расположена на высоте 18 м над уровнем моря.

## Демография
По данным переписи населения 2000 года в Чулуотe проживало 1921 человек, 532 семьи, насчитывалось 701 домашнее хозяйство и 727 жилых домов. Средняя плотность населения составляла около 337,02 человек на один квадратный километр. Расовый состав населённого пункта распределился следующим образом: 94,53 % белых, 0,36 % — чёрных или афроамериканцев, 0,88 % — коренных американцев, 0,57 % — азиатов, 0,05 % — выходцев с тихоокеанских островов, 2,03 % — представителей смешанных рас, 1,56 % — других народностей. Испаноговорящие составили 5,62 % от всех жителей статистически обособленной местности.
Из 701 домашних хозяйств в 40,9 % воспитывали детей в возрасте до 18 лет, 57,5 % представляли собой совместно проживающие супружеские пары, в 13,1 % семей женщины проживали без мужей, 24,0 % не имели семей. 17,3 % от общего числа семей на момент переписи жили самостоятельно, при этом 6,1 % составили одинокие пожилые люди в возрасте 65 лет и старше. Средний размер домашнего хозяйства составил 2,74 человек, а средний размер семьи — 3,08 человек.
Население статистически обособленной местности по возрастному диапазону по данным переписи 2000 года распределилось следующим образом: 27,9 % — жители младше 18 лет, 8,4 % — между 18 и 24 годами, 34,6 % — от 25 до 44 лет, 19,5 % — от 45 до 64 лет и 9,7 % — в возрасте 65 лет и старше. Средний возраст жителей составил 34 года. На каждые 100 женщин в Чулуотe приходилось 93,1 мужчин, при этом на каждые сто женщин 18 лет и старше приходилось 96,9 мужчин также старше 18 лет.
Средний доход на одно домашнее хозяйство статистически обособленной местности составил 42 105 долларов США, а средний доход на одну семью — 46 000 долларов. При этом мужчины имели средний доход в 33 854 доллара США в год против 23 575 долларов среднегодового дохода у женщин. Доход на душу населения статистически обособленной местности составил 42 105 долларов в год. 4,1 % от всего числа семей в населённом пункте и 5,1 % от всей численности населения находилось на момент переписи населения за чертой бедности, при этом 7,7 % из них были моложе 18 лет и  — в возрасте 65 лет и старше.